# Premier League 2023-2024 (Hong Kong)
La Hong Kong Premier League 2023-2024, nota anche come BOC Life Premier League per ragioni di sponsorizzazione, è stata la 10ª edizione della massima competizione nazionale per club di Hong Kong, la prima nella quale è stato introdotto il Video Assistant Referee (VAR) all'interno del campionato.
La squadra campione in carica è il Kitchee, al suo dodicesimo titolo nazionale. Il campionato è stato vinto dal Lee Man, per la prima volta nella sua storia.

## Stagione

### Novità
In virtù della riforma che ha allargato il campionato a 11 squadre (e che lo estenderà a 12 a partire dalla stagione 2024-2025), la scorsa stagione non ha previsto retrocessioni, mentre dalla First Division è stato promosso il North District, primo classificato.

### Formula
Le 11 squadre partecipanti giocano un girone con partite di andata e ritorno, per un totale di 22 giornate. Al termine di esse, la squadra prima classificata è campione di Hong Kong e si qualifica per la AFC Champions League 2024-2025, mentre non sono previste retrocessione, al fine di ampliare il campionato a 12 squadre a partire dalla stagione 2024-2025.
Le squadre non hanno limiti nella registrazione di giocatori stranieri, ma possono inserirne solo 6 nella formazione titolare, e devono inoltre inserire 9 giocatori di Hong Kong tra titolari e riserve, con almeno 6 che vengono schierati dal primo minuto.

## Squadre Partecipanti
| Team              | Distretto     | Stagione precedente   |
| ----------------- | ------------- | --------------------- |
| Biu Chun Rangers  | Kowloon       | 3° in Premier League  |
| Eastern           | Kowloon       | 4° in Premier League  |
| Hong Kong U23     | Kowloon       | 10° in Premier League |
| HKFC              | Happy Valley  | 6° in Premier League  |
| Kitchee           | Wan Chai      | Campione di Hong Kong |
| Lee Man           | Tseung Kwan O | 2° in Premier League  |
| North District    | Sheng Shui    | 1° in First Division  |
| Resources Capital | Tsing Yi      | 8° in Premier League  |
| Sham Shui Po      | Kowloon       | 9° in Premier League  |
| Southern District | Aberdeen      | 5° in Premier League  |
| Tai Po            | Tai Po        | 7° in Premier League  |

## Classifica
|                      | Pos. | Squadra           | Pt | G  | V  | N | P  | GF | GS | DR  |
| -------------------- | ---- | ----------------- | -- | -- | -- | - | -- | -- | -- | --- |
| Hong Kong (bandiera) | 1.   | Lee Man           | 54 | 20 | 17 | 3 | 0  | 63 | 16 | +47 |
|                      | 2.   | Tai Po            | 46 | 20 | 14 | 4 | 2  | 41 | 12 | +29 |
|                      | 3.   | Eastern           | 46 | 20 | 14 | 4 | 2  | 47 | 11 | +36 |
|                      | 4.   | Kitchee           | 45 | 20 | 14 | 3 | 3  | 60 | 15 | +45 |
|                      | 5.   | Southern District | 34 | 20 | 10 | 4 | 6  | 38 | 18 | +20 |
|                      | 6.   | Biu Chun Rangers  | 24 | 20 | 8  | 0 | 12 | 41 | 34 | +7  |
|                      | 7.   | HKFC              | 18 | 20 | 5  | 3 | 12 | 16 | 49 | -33 |
|                      | 8.   | North District    | 18 | 20 | 5  | 3 | 12 | 27 | 43 | -16 |
|                      | 9.   | Sham Shui Po      | 12 | 20 | 3  | 3 | 14 | 18 | 52 | -34 |
|                      | 10.  | Hong Kong U23     | 9  | 20 | 2  | 3 | 15 | 12 | 71 | -59 |
|                      | 11.  | Resources Capital | 7  | 20 | 1  | 4 | 15 | 13 | 55 | -42 |

Legenda:
      Campione di Hong Kong e ammessa alla AFC Champions League 2024-2025.